# Йордан Гаврилов
Йордан Христов Гаврилов (1929 – 2016) е български скулптор, монументалист, роден в град Добрич.
Йордан Гаврилов изучава скулптура при проф. Иван Лазаров в Художествената академия през 1947 г., специализирал по специалността и в Института „Репин“ в Ленинград през 1955 г. Член е в секция „Скулптура“ на Съюза на българските художници от 1970 г.
На 18 юли 2015 г., по случай на рождения ден на Апостола, Националният музей „Васил Левски“ в Карлово получава като дарение бронзов портрет на Левски от Йордан Гаврилов. То е на инициативен комитет от възпитаници на Средно училище „Иван Вазов“ в гр. Нова Загора. Дарението е направено на тържеството в родния дом на Васил Левски на 18 юли 2015 г.

## Известни творби
- Паметник на Тодор Каблешков (1980 г., Копривщица, бронз)[3]
- Малкият принц (1986 г., гипс)[3]
- Васил Левски (1987 г., бюст, бронз)[3]
- Христо Ботев (1987 г., бронз, маска)[3]
- Борис Христов (1997 г., бюст, бронз)[3]
- Носене на кръста (2000)
- Йордан Йовков (Добрич, бюст, бронз)[3]
- Васил Левски (Карлово, бронз)[3]